# Fontenelle (Territori de Belfort)
Fontenelle és un municipi francès, es troba al departament del Territori de Belfort i a la regió de Borgonya - Franc Comtat. L'any 2006 tenia 112 habitants.

## Geografia
Se situa a la vora de dos petits rius anomenats La Madeleine i l'Autruche.

## Demografia
| 1962 | 1968 | 1975 | 1982 | 1990 | 1999 | 2006 |
| ---- | ---- | ---- | ---- | ---- | ---- | ---- |
| 44   | 52   | 79   | 115  | 118  | 111  | 112  |